# Bartolomé Calatayud
Bartolomé Calatayud (Palma de Mallorca, 8.9.1882 - Palma de Mallorca, 11.4.1973), fue un compositor, profesor y concertista de guitarra clásica español.

## Biografía
A los diecisiete años le fue otorgado por el Centro Instructivo Obrero de Palma el diploma de honor de primera clase el 28.7.1899.
Sus primeros profesores fueron el guitarrista y compositor palmesano Pedro Antonio Alemany Palmer (1862-1952) y Antonio Mestres Gómez (1839-1908). Recibió orientación musical del musicólogo y compositor mallorquín Antonio Noguera, estudioso del folklore y música mallorquina.
En su juventud fue, por breve espacio de tiempo, alumno de Francisco Tárrega en la ciudad de Valencia. 
Sus progresos fueron tan rápidos que en poco tiempo se pudo disponer a dar conciertos en la isla de Mallorca, en lugares como el Teatro Principal, el Círculo Mallorquín, la Asociación de Cultura Musical o el Círculo Medina. En uno de ellos, un nocturno celebrado en los bosques de Miramar, estrenó su composición Miramar, capricho para guitarra, el 30.6.1917.
Una vez afianzada su carrera y renombre como concertista, realizó giras de recitales por España, en Francia, Suiza, Portugal y Argelia, siendo alabadas sus dotes de concertista, personalidad y expresividad de su música por la crítica.
Entre sus composiciones destacan Danza Mora, Suite Antigua, Gavota, Pequeña Tarantela, Moruna y otras.
A lo largo de más 60 años realizó labores pedagógicas con numerosos alumnos, de entre los que destaca Gabriel Estarellas.

## Discografía
- Belter 51.014 (1963): Danza Española (Calatayud) / Moruna (Calatayud) / Danza Antigua (Sor) / Pequeña Tarantela (Calatayud) / Vals (Sor)
- Belter 51.018 (1963): Tema Variado (Sor) / Aria (Época barroca) / Preludio (Francesco Molino) / Alegre Primavera (Calatayud) / Minueto (Calatayud) / Gavota (Calatayud)
- Belter 51.018 (1963): Suite Antigua (Pavana) (Minueto-Rondino) (Calatayud) / Allegretto (Sor)